# Raoul Wallenberg Award
Der Raoul Wallenberg Award ist eine Auszeichnung, die vom American Swedish Historical Museum in Philadelphia an Personen, Organisationen oder Institutionen vergeben wird, die außergewöhnliche Beiträge im Bereich der Menschenrechte und der Überwindung menschlichen Leides geleistet haben.
Der Preis ist benannt nach Raoul Wallenberg, der als schwedischer Diplomat in Budapest von 1944 bis 1945 Tausende von Juden vor der Deportation rettete.

## Preisträger (Auswahl)
- 1985: Raoul Wallenberg (in Abwesenheit)
- 1987: H. Ross Perot
- 1990: Miep Gies, Helferin von Anne Frank und Senpo Sugihara, japanischer Diplomat[1]
- 1991: Alan C. Greenberg
- 1994: Harvey M. Meyerhoff, Thomas Veres, Nicolas M. Salgo
- 1995: Elizabeth Dole, US-Politikerin
- 1996: Marion Pritchard, Judenretterin
- 1997: Robert S. Strauss, Botschafter
- 2000: Elisabeth und Alexander Kasser
- 2001: Göran Persson, schwedischer Ministerpräsident
- 2003: André Chouraqui
- 2005: Nathan Peter Levinson
- 2007: Rachel Bernheim aus dem Kibbutz Yakoum, die für ihr Lebenswerk ausgezeichnet wurde. Sie förderte die Werte der Solidarität und des bürgerlichen Mutes durch ihre persönliche Geschichte über die Grausamkeiten des Holocaust.[2]
- 2008: Elliot Broidy
- 2017: Charles Aznavour, weil er und seine Familie im Zweiten Weltkrieg Juden versteckten.[3]